# Alopoglossidae
Alopoglossidae zijn een familie van hagedissen die behoren tot de skinkachtigen (Scincomorpha).
De groep werd voor het eerst wetenschappelijk beschreven door Katia Cristina Machado Pellegrino, Miguel Trefaut Rodrigues, Yatiyo Yonenaga-Yassuda en Jack Walter Sites Jr. in 2001. Lange tijd werden de hagedissen als een onderfamilie (Alopoglossinae) van de Gymnophthalmidae gezien maar in 2017 werd de groep afgesplitst. Er is nog geen Nederlandstalige naam voor deze familie.
Alle soorten komen voor in delen van Midden- en Zuid-Amerika en leven in de landen Bolivia, Brazilië, Colombia, Costa Rica, Ecuador, Frans-Guyana, Guyana, Panama, Peru, Suriname en Venezuela. Het zijn bewoners van bossen, alle soorten leven op de bodem in de strooisellaag.
Er zijn 23 soorten verdeeld over twee geslachten. Regelmatig worden er nieuwe soorten ontdekt, zoals Alopoglossus embera die in 2017 voor het eerst wetenschappelijk werd beschreven.

## Lijst van geslachten
| Geslachten uit de familie Alopoglossidae | Geslachten uit de familie Alopoglossidae |
| ---------------------------------------- | ---------------------------------------- |
| Naam                                     | Auteur                                   |
| Alopoglossus                             | Boulenger, 1885                          |
| Ptychoglossus                            | Boulenger, 1890                          |

Agamidae · 
Alopoglossidae · 
Anguidae · 
Anniellidae · 
Carphodactylidae · 
Chamaeleonidae · 
Cordylidae · 
Corytophanidae · 
Crotaphytidae · 
Dactyloidae · 
Dibamidae · 
Diplodactylidae · 
Diploglossidae · 
Eublepharidae · 
Gekkonidae · 
Gerrhosauridae · 
Gymnophthalmidae · 
Helodermatidae · 
Hoplocercidae · 
Iguanidae · 
Lacertidae · 
Lanthanotidae · 
Leiocephalidae · 
Leiosauridae · 
Liolaemidae · 
Opluridae · 
Phrynosomatidae · 
Phyllodactylidae · 
Polychrotidae · 
Pygopodidae · 
Scincidae · 
Shinisauridae · 
Sphaerodactylidae · 
Teiidae · 
Tropiduridae · 
Varanidae · 
Xantusiidae · 
Xenosauridae